# Đồ mã

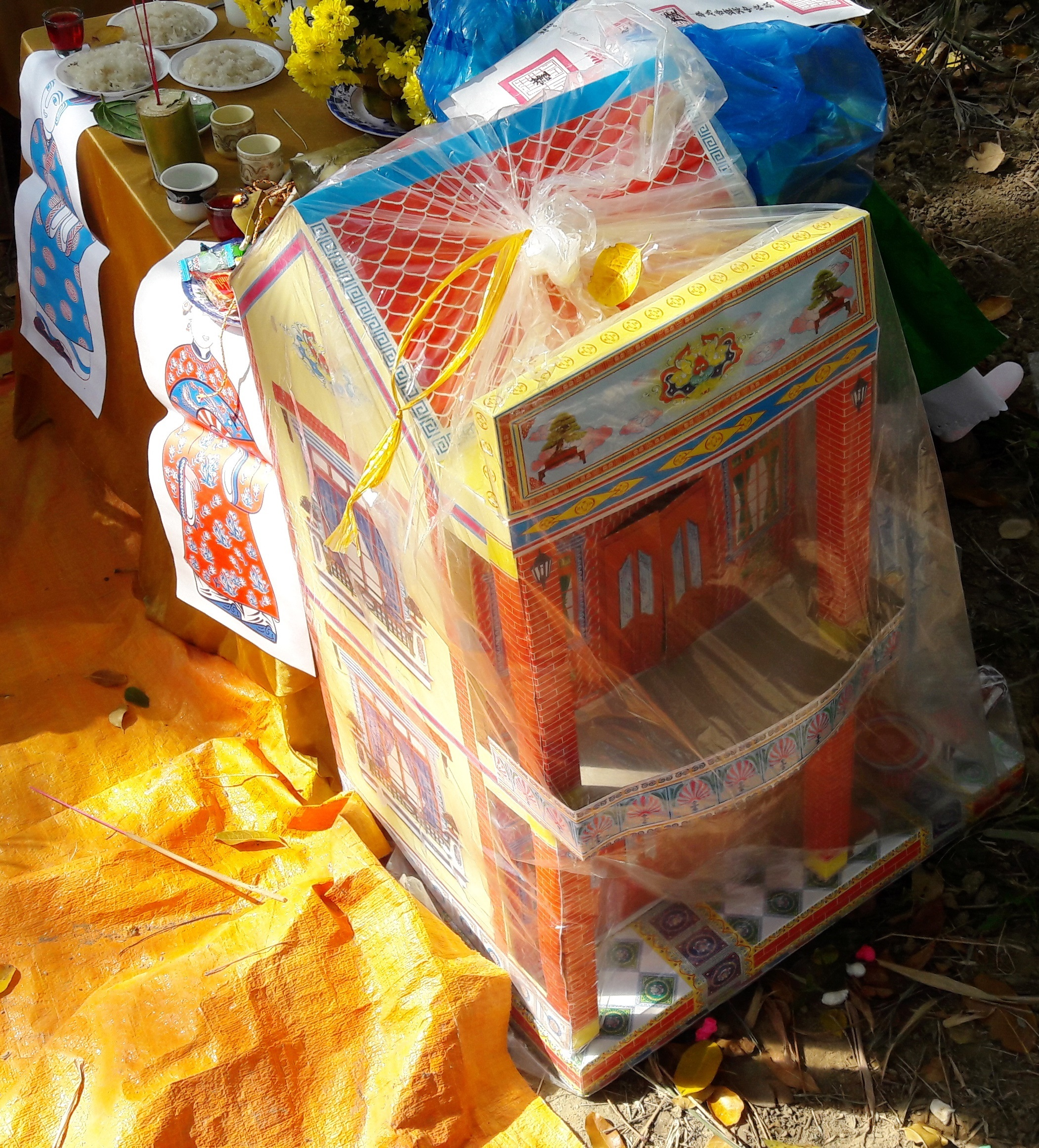
Đồ cúng vàng mã hình ngôi nhà theo quan niệm trần sao âm vậy

Tiền âm phủ (còn gọi là tiền địa phủ, tiền vàng bạc, tiền vàng mã) gọi tắt là vàng mã là một loại giấy kích thước và trang trí giống (hoặc gần giống) như giấy bạc thật, được dùng để cúng bái trong các dịp ma chay, đám giỗ, cúng tế, làm lễ tại các đền, chùa. Theo quan niệm của những người còn sống, những người đã chết được đưa xuống cõi âm, một nơi giống với cõi dương. Những người ở cõi âm đều sinh hoạt giống như trên dương thế và họ cũng cần có những vật dụng dành cho cuộc sống.

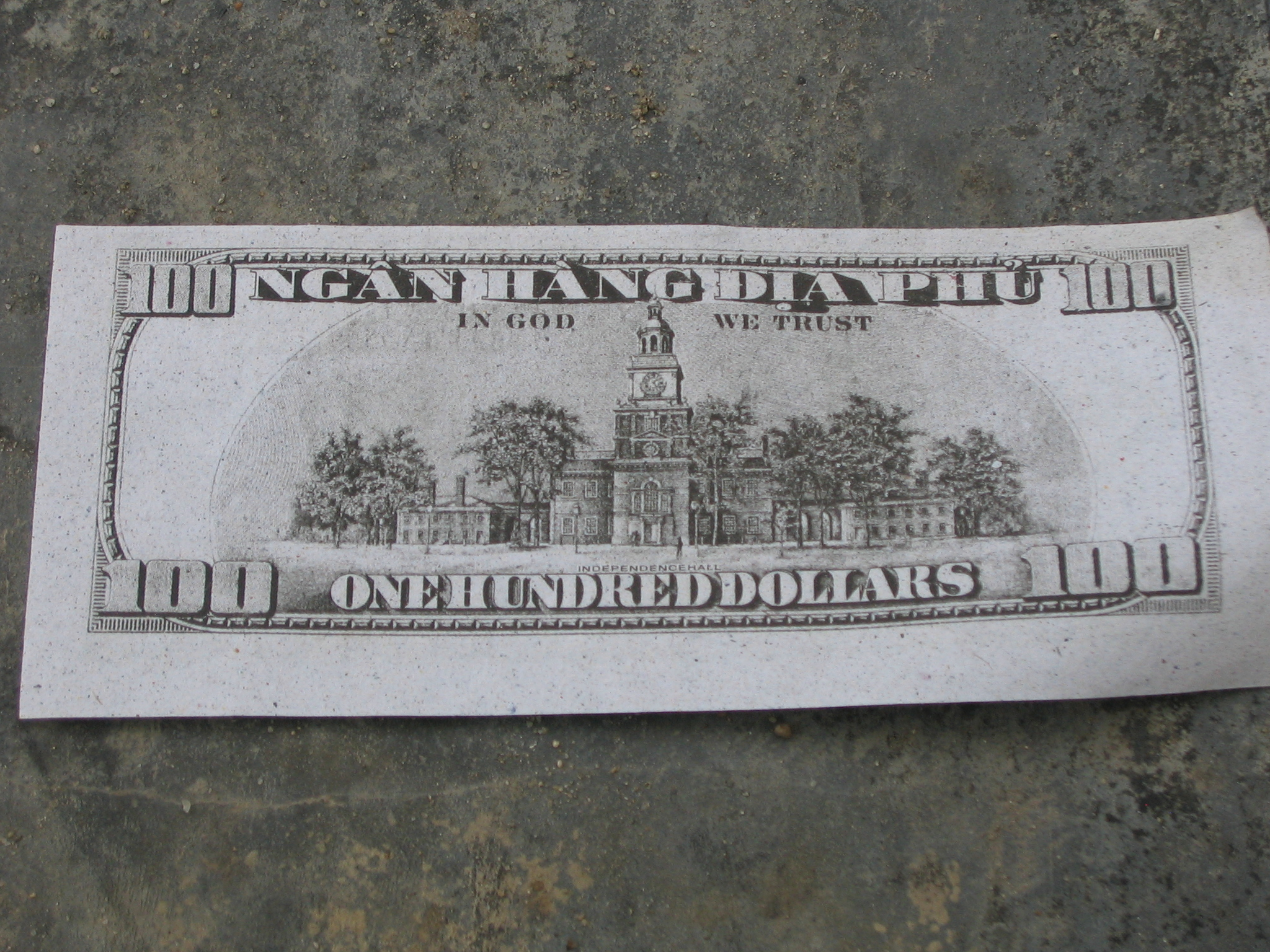
Tờ 100 đô của "ngân hàng địa phủ"

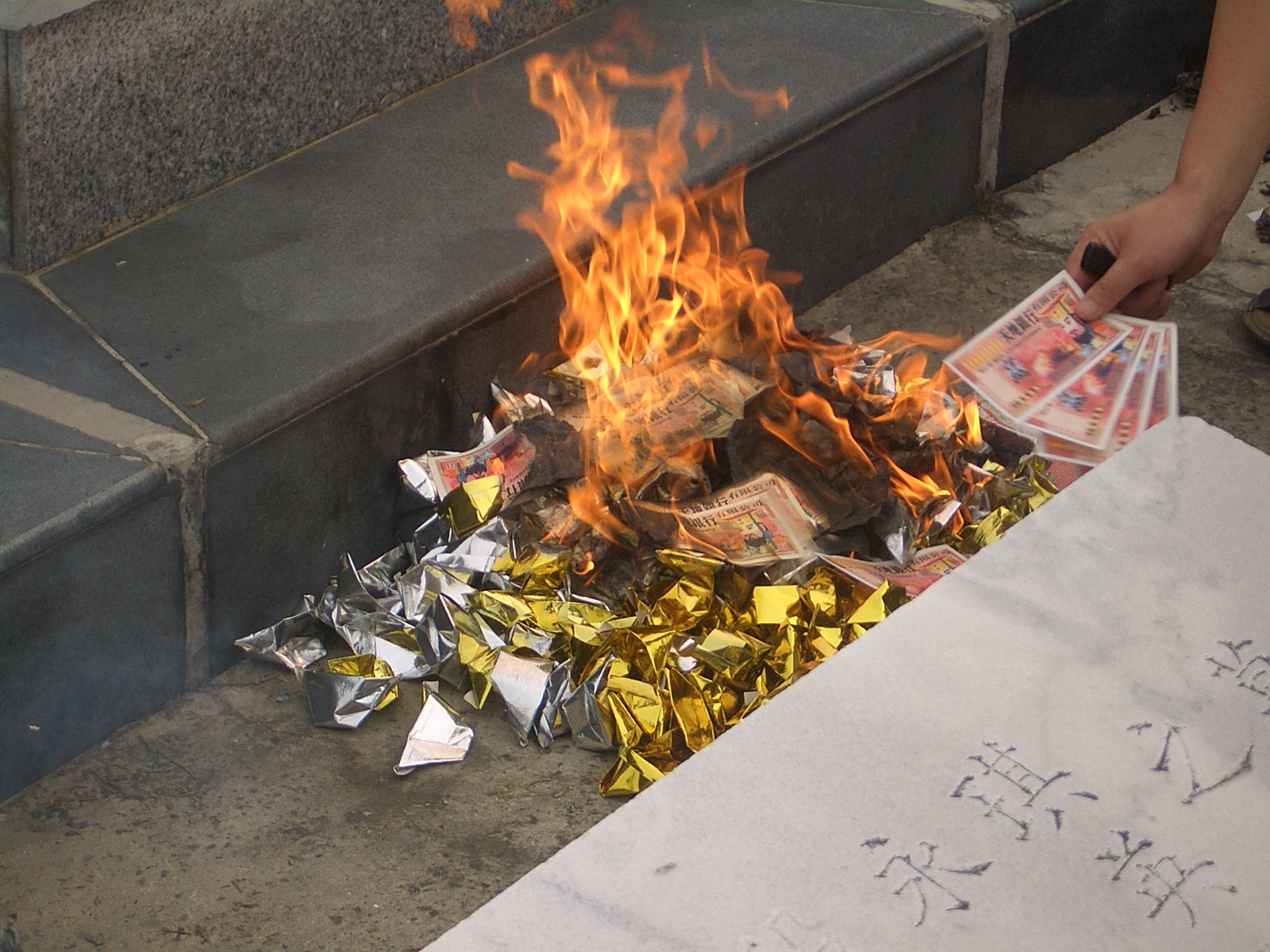
Hóa vàng

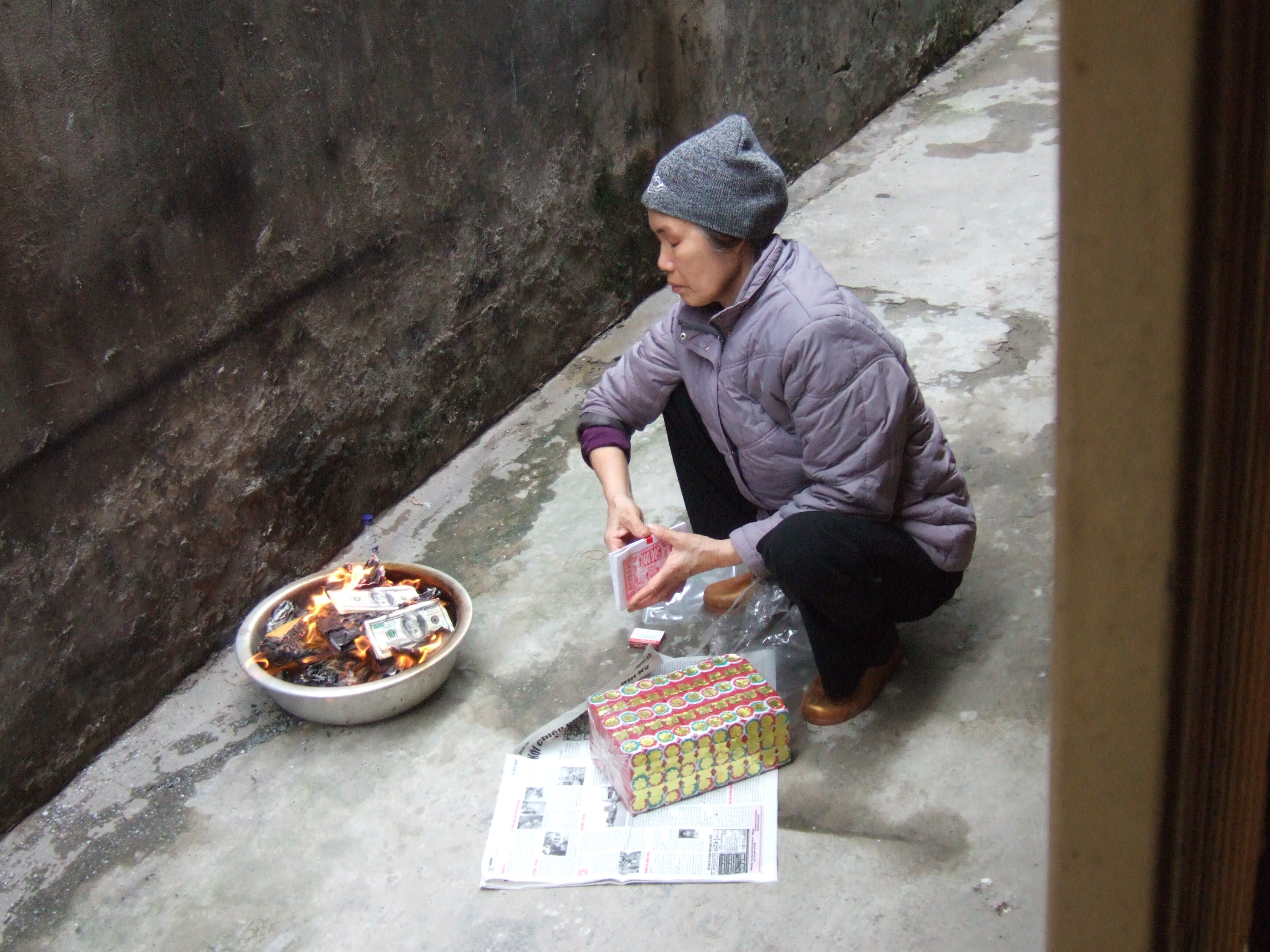
Một người phụ nữ Hà Nội đang hóa vàng

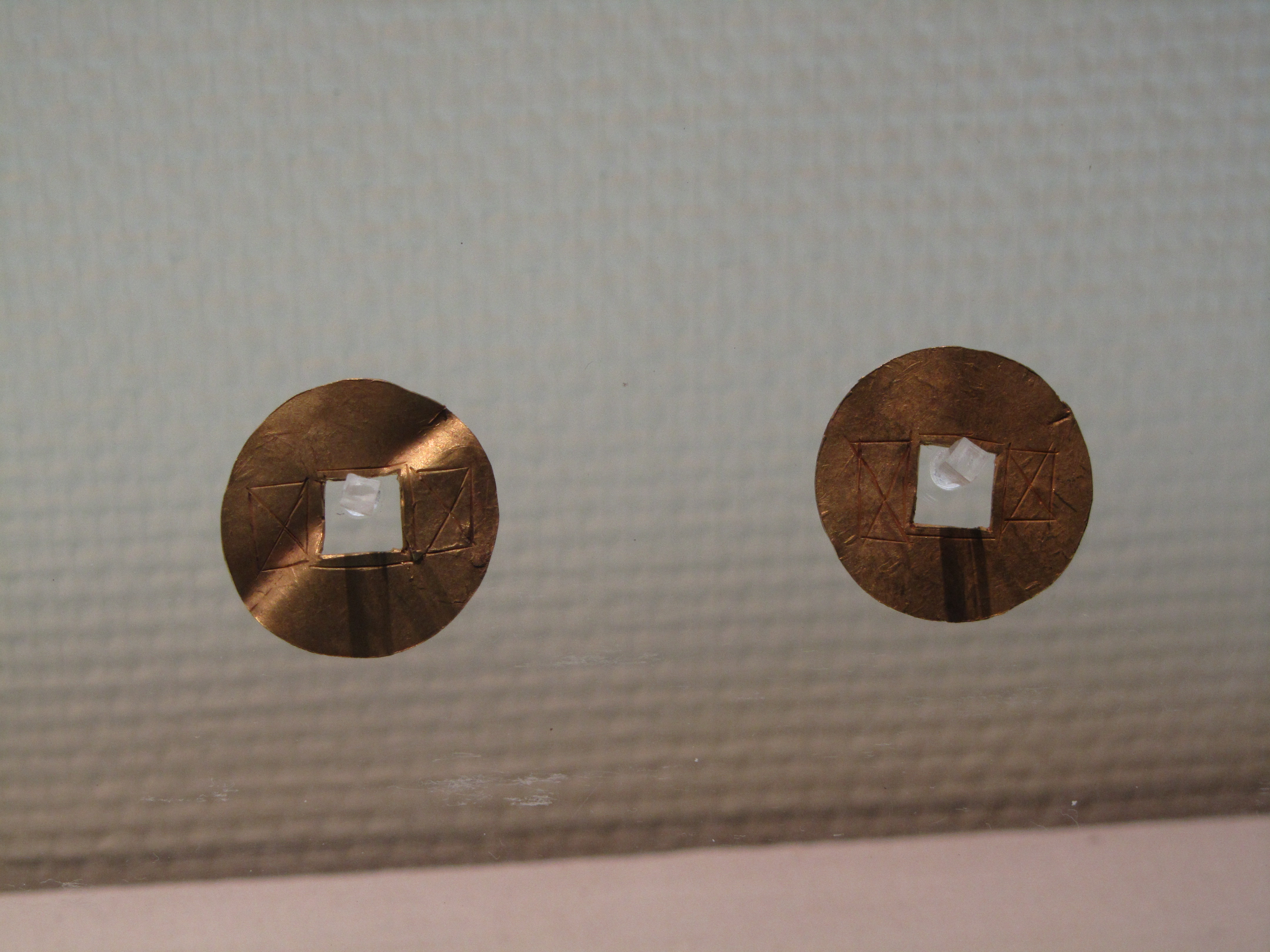
Vàng mã thời nhà Tấn

## Sử dụng
Để có thể gửi tiền, đồ dùng cho người ở cõi âm, người ta đốt tiền âm phủ và nhiều loại vàng mã khác như vật dụng thường dùng, sau này biến tấu thêm nhà, xe, máy tính, ti vi, điện thoại, quần áo.... Nhiều người tin là người cõi âm được đốt càng nhiều tiền âm phủ thì sẽ có càng nhiều tiền để tiêu và trở nên giàu có ở dưới cõi âm và khi họ trở nên giàu có thì sẽ phù hộ nhiều hơn cho người sống trở nên phát tài, làm ăn phát đạt hơn. Tuy nhiên cái chính của việc đốt tiền âm phủ là thể hiện sự quan tâm, mối thâm tình sâu đậm với người đã khuất.
Tại Việt Nam có nhiều công ty sản xuất và in tiền âm phủ để bán ra thị trường. Đây là một loại hàng hóa được bán rất chạy vào các dịp lễ, Tết.

## Ra đời

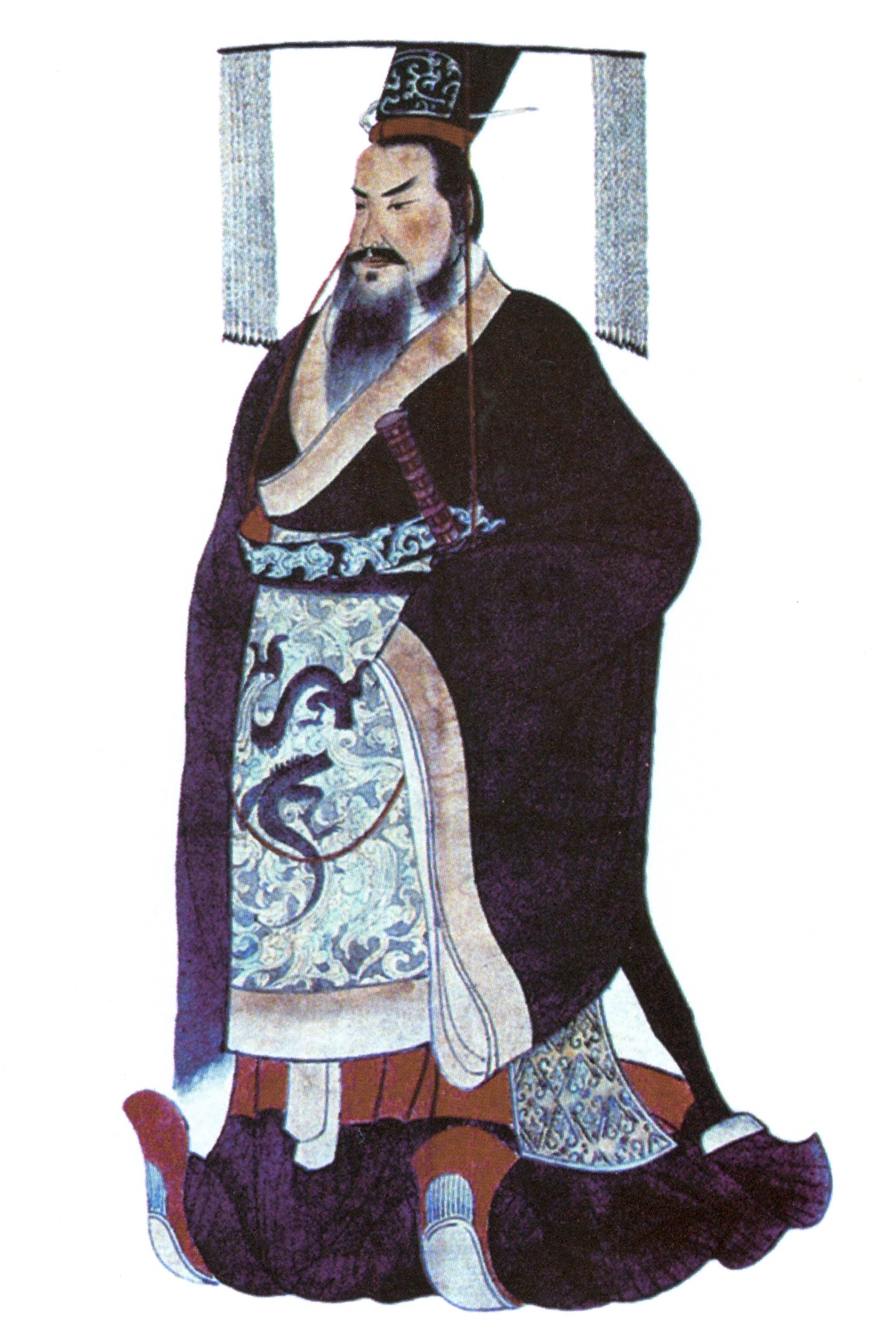
Tần Thủy Hoàng

Tục đốt vàng mã có nguồn gốc từ Trung Quốc, xuất hiện trong đám tang của người xưa. Vào thời nhà Tần (thế kỉ 2), nhiều quý tộc Trung Hoa có thói quen tùy táng theo người chết bằng bạch ngọc cùng nhiều đồ vật quý giá khác và phát triển cực thịnh dưới thời nhà Đường (618-907).
Người Ai Cập cổ đại (khoảng năm 3100-30 TCN), với quan niệm chết là bắt đầu cho cuộc sống dưới âm phủ sau đó nên trong triều đại của mình, các pharaoh Ai Cập đã ra công xây dựng những kim tự tháp nguy nga, tráng lệ để ướp xác mình và chôn theo vàng bạc, châu báu, các hoàng phi, cung tần mỹ nữ của mình với mục đích tiếp tục hưởng thụ cuộc sống sung túc về vật chất sau khi chết trong cõi âm.
Từ thời nhà Hạ khoảng năm 2205 TCN, người Trung Quốc mới có tục làm đồ đất, đồ gỗ chôn theo người chết. Nhưng đến đời nhà Chu (1.122 TCN), họ lại có tục tuẫn táng, chôn sống vợ con, bộ hạ, đồ vật yêu thích của vua, các quan lớn khi những người này chết.
Về sau, thấy lệ tuẫn táng là vô nhân đạo nên người Trung Quốc lại chế ra người gỗ, người cỏ để chôn thay người thật. Tục chôn người gỗ, người cỏ này vẫn gây nên nhiều ác cảm, căm phẫn trong lòng các nhà Nho nổi tiếng như Khổng Tử, Mạnh Tử. Trong Kinh Lễ, đức Khổng Tử (551 – 479 TCN, người khai sáng Nho giáo, triết gia lỗi lạc bậc nhất Trung Quốc và châu Á thời cổ) quở rằng: "Ai bày ra hình nhơn thế mạng để chôn theo người chết đó là kẻ bất nhân". Thầy Mạnh Tử (372–289 TCN, nhà Nho và triết gia vĩ đại thứ hai Trung Quốc, chỉ sau Khổng Tử), cũng nói: "Ai làm ra Bồ nhìn con gỗ bởi cái lệ chôn sống người, là kẻ tuyệt tự".
Đến thời nhà Hán (206 TCN-220 SCN), do sự phản đối của các bậc thầy Nho giáo nêu trên mà lệ tuẫn táng được bãi bỏ nhưng người ta vẫn chôn sống các món đồ ăn mặc, hành dùng của người chết, ngoài ra còn có thêm một phong tục khác là làm nhà mồ để người thân người chết ra ấp mộ, làm phỗng đá quanh nhà mồ.
Khi Tần Thủy Hoàng (259-210 TCN) lên ngôi hoàng đế (221-210 TCN), nhận thấy việc này quá lãng phí nên đã ra sắc lệnh cấm tùy táng bằng hiện vật thật. Thay vào đó là nghi thức tượng trưng, tùy táng bằng tiền giả, vàng giả... (làm bằng giấy). Tục này phát triển cực thịnh vào thời Đường (thế kỉ 7) và bắt đầu lưu truyền vào Việt Nam. Như vậy có thể thấy, ý nghĩa ban đầu của tục đốt vàng mã rất nhân văn, nhằm tránh sự lãng phí của cải.
Cho đến thời nhà Hán, người Trung Quốc đã bỏ lệ tuẫn táng (chôn người sống theo người chết) rất bất nhân; tuy nhiên họ vẫn còn tục tùy táng: chôn sống các món đồ ăn mặc, hành dùng của người chết, làm nhà mồ để người thân người chết ra ấp mộ, làm phỗng đá. Từ đời Đường, người Trung Quốc mới chế ra giấy vàng mã để thay cho các hình nhân, đồ vật thật, đồ mã chôn theo người chết khi có tang ma.
Câu chuyện chế tạo vàng mã bắt đầu từ việc chế ra giấy. Đời Hán, vua Hòa Đế hiệu Nguyên Hưng năm đầu (105 Sau Công nguyên), ông Thái Lĩnh lấy vỏ cây dó và giẻ rách, lưới rách đem chế ra giấy. Đời Đường(bắt đầu từ năm 618), ông Vương Dũ dùng giấy chế ra vàng bạc, quần áo... bằng đồ giấy để cúng rồi đốt đi để thay thế cho vàng bạc và đồ dùng thật trong khi tang ma, tế lễ.

## Phát triển

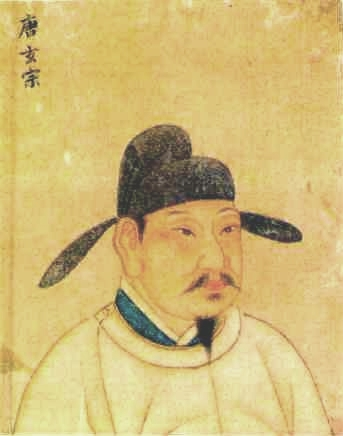
Đường Minh Hoàng

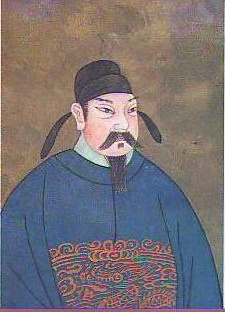
Đường Đại Tông

Năm Khai Nguyên thứ 26 (năm 738), vua Đường Huyền Tông (685-762) ra sắc dụ cho phép dùng tiền giấy thay cho tiền thật trong việc cúng tế, cầu siêu... Như vậy, có thể nói Vương Dũ chính là thủy tổ nghề vàng mã.
Ngoài giấy tiền vàng bạc cùng các loại giấy khác, người Trung Quốc thời đó còn chế ra các loại hình nhân thế mạng cho vợ hầu, con cái, tôi tớ, cửa nhà, xe cộ, đồ đạc, vật dụng, áo quần, lục súc... và hàng trăm vật khác làm bằng giấy. Các loại đồ vàng mã gọi chung là minh khí này liên tục xuất hiện, làm cho nhân dân đua nhau chuộng đồ mã.
Đến đời vua Đường Đại Tông (726-779) (năm 762), khi Phật giáo đang cực thịnh ở Trung Quốc, nhân dịp lễ Vu Lan, một nhà sư Phật giáo muốn khuyến khích người dân theo Phật nên tâu với vua ra lệnh cho người dân đốt nhiều vàng mã để kính biếu gia tiên trong ngày này. Không lâu sau, chiếu chỉ của vua lại bị chư tăng Phật giáo công kích dữ dội vì đốt vàng mã vào ngày rằm tháng 7 đã làm mất đi ý nghĩa thật sự ngày lễ Vu Lan.
Trước sự phản đối của chư Tăng, người dân Trung Quốc tỉnh ngộ bỏ vàng mã nên nghề vàng mã dần suy thoái. Hậu duệ của Vương Dũ là Vương Luân bị thất nghiệp đã nghĩ kế làm người chết sống lại để người đời tin tưởng là nhờ hối lộ vàng mã mà thần thánh cho mình được phục sinh. Kể từ đó, nghề vàng mã lại phục hưng, người dân Trung Quốc tiếp tục dùng vàng mã để đốt cho linh hồn các gia tiên và thiên, địa, quỷ, thần trong tam, tứ phủ khi ma chay, tế lễ... (Tam tứ phủ là tín ngưỡng dân gian ở Việt Nam và nhiều nước châu Á, thờ các vị đứng đầu và các quan cai quản trời-đất-nước và địa phủ để cầu xin tài lộc, sức khỏe trong đời sống hiện tại).
Sách Trực Ngôn Cảnh Giáo của Trung Hoa kể lại rằng Vương Luân là dòng dõi của Vương Dũ, vì không muốn nghề nghiệp gia truyền làm vàng mã bị mai một, nên cố gắng hết sức để chấn hưng nghề làm đồ mã, bèn lập mưu với người bạn thân, lên kế hoạch bí mật chết giả, bằng cách để người bạn thân đó giả vờ đau ốm cho mọi người biết, khoảng vài ngày sau Vương Luân loan tin người bạn thân đã qua đời, sau đó khâm liệm bỏ vào quan tài chờ ngày an táng. Nhưng sự thật thì người bạn của Vương Luân vẫn còn sống, tuy ở trong quan tài nhưng vẫn có lỗ trống ở dưới đáy để thở và đưa thức ăn vào. Đến ngày đưa đám tang, trong khi lễ nhạc linh đình, phúng điếu rộn rịp, Vương Luân đem giấy tiền vàng mã và những đồ dùng bằng giấy như nhà cửa, áo quần và hình nhân thế mạng, đích thân làm lễ cúng tế để cầu nguyện cho người bạn thân. Sau đó ông ta đốt hết giấy tiền vàng mã và hình nhân thế mạng.
Khi đốt xong thì quan tài tự nhiên rung động, ai nấy đều mục kích rõ ràng, vội cùng nhau mở nắp quan tài ra. Người bạn thân của Vương Luân quả nhiên sống lại, đến trước mặt Vương Luân phủ phục xuống đất cảm tạ và thuật lại cho mọi người nghe rằng chư vị thần dưới âm đã nhận được vàng mã và hình nhân thế mạng nên thả hồn ông ta trở về cõi trần, nên ông ta mới được sống lại.
Mọi người đều tin là thật và tin tức được loan truyền rộng rãi trong dân gian, nên đồ mã của Vương Luân sau đó lại được hưng thịnh như xưa. Nhờ thế các nhà buôn đồ mã lại làm giàu một cách nhanh chóng và phổ biến sang các nước chư hầu để tiêu thụ, trong đó có Việt Nam. Sau này do sự cạnh tranh nghề nghiệp, nên người bạn thân đã tiết lộ mưu kế gian xảo của Vương Luân và vì thế ngày nay chúng ta mới biết lai lịch việc này.
Vàng mã đã được phát triển bởi người Trung Quốc hiện đại và trên khắp Đông Á, Nam Á và Đông Nam Á (như: Nhật Bản, Thái Lan, Ấn Độ, Triều Tiên, Việt Nam, Mông Cổ...) từ cuối thế kỷ 19. Từ đầu thế kỷ 20 có sự tương đồng với loại tiền thương mại nhỏ thuộc loại được phát hành bởi các doanh nghiệp trên khắp Trung Quốc cho đến khi giành độc lập giữa những năm 1940.
Tục lệ đốt vàng mã này ảnh hưởng sâu đậm vào nước ta, từ vua chúa đến thứ dân. Vụ đốt vàng mã lớn nhất Việt Nam vào đầu thế kỷ 20 là trong đám tang của Vua Khải Định, băng hà vào ngày 25 tháng 11, năm 1925, triều đình Huế đã làm nguyên cả ngôi điện Kiến Trung bằng giấy thật lớn và nhiều loại đồ dùng của vua như ngự liễn, long xa, tàn kiệu, v.v... để đốt theo vua.

## Chỉ trích
Cố đại lão Hòa thượng Thích Tố Liên (1903-1977) là một tu sĩ Phật giáo có nhiều công lao trong phong trào chấn hưng Phật giáo, đưa Phật giáo Việt Nam hòa nhập với Phật giáo Thế giới giai đoạn giữa thế kỷ 20. Năm 1951, ông là sáng lập viên kiêm Tổng thư ký của Tổng hội Phật giáo Việt Nam, tổ chức thống nhất Phật giáo toàn quốc, tiền thân của Giáo hội Phật giáo thống nhất Việt Nam sau này.
Bài tuyên truyền bài trừ vàng mã "Nguyên nhân tục lệ đốt vàng mã" của hòa thượng Tố Liên được đăng trên báo Đuốc Tuệ (cơ quan ngôn luận của Hội Phật giáo Bắc Kỳ thời trước Cách mạng tháng Tám) số ra năm 1952. Bài viết ra đời trong bối cảnh phong trào chấn hưng Phật giáo đầu thế kỷ 20 của các cao tăng và cư sĩ trí thức với mục đích loại bỏ những "đám mây" mê tín dị đoan, làm cho bầu trời văn hóa Phật giáo Việt Nam trở nên trong sáng hơn.
Hòa thượng Thích Gia Quang, Phó Chủ tịch Hội đồng Trị sự Giáo hội Phật giáo Việt Nam khẳng định tục đốt vàng mã không có trong Phật giáo Việt Nam. Việc ra văn bản là góp phần khẳng định một lần nữa quan điểm này, đồng thời mang tính chất nhắc nhở, thầy trụ trì các chùa phổ biến cho người dân hiểu rõ hơn, tường tận hơn để hạn chế và dần dần đi đến từ bỏ tục đốt vàng mã. Không đốt vàng mã trong các cơ sở thờ tự, tín ngưỡng thờ Phật đó cũng là chủ trương của Giáo hội Phật giáo Việt Nam.
"Hiện, còn một bộ phận người nghèo đói, túng thiếu, cơm gạo không đủ ăn. Trong khi đó, không ít người bỏ ra rất nhiều tiền để đốt vàng mã. Đây là điều bất hợp lý", Hòa thượng Thích Thanh Nhiễu, trụ trì chùa Quán Sứ, Phó Chủ tịch thường trực Hội đồng trị sự Giáo hội Phật giáo Việt Nam nhấn mạnh.
Trụ trì chùa Quán Sứ cũng khẳng định: Một mình nhà chùa không thể ngăn được người dân mang vàng mã đến chùa cúng và đốt. Chính vì vậy, các cơ quan quản lý nhà nước, các tỉnh, thành phải cùng vào cuộc, trong đó phải làm từ gốc của vấn đề là việc sản xuất, buôn bán vàng mã...
Thượng tọa Thích Nhật Từ, Phó Trưởng ban Phật giáo Quốc tế - Trung ương Giáo hội Phật giáo Việt Nam chỉ rõ: Về bản chất, đạo Phật không khích lệ tập tục đốt vàng mã. Việc ngừng các hoạt động mê tín dị đoan, trong đó có việc đốt vàng mã là điều cần thiết. Đã đến lúc không nên để tập tục này tiếp tục diễn ra trong các cơ sở thờ tự. Các tăng ni cần nêu cao ý thức vì việc này trái với Phật pháp...
Thượng tọa Thích Thanh Duệ, Phó Trưởng ban Nghi lễ Trung ương Giáo hội Phật giáo Việt Nam khẳng định: "Trong giáo lý nhà Phật không có việc đốt vàng mã cúng tế người chết. Quan điểm của đạo Phật hoàn toàn bác bỏ tục lệ mê tín này. Phật giáo chỉ khuyên trong ngày Lễ vu-lan (báo hiếu cha mẹ) thì nên ăn chay niệm Phật để tưởng nhớ. Và làm Lễ xá tội vong nhân (cúng chúng sinh) – cúng những vong hồn lưu lạc một mâm cỗ chay để bố thí siêu sinh. Đồng thời, giúp đỡ những người nghèo khổ chốn trần gian, ăn chay niệm Phật và phóng sinh tích đức để siêu độ vong linh".
Thượng toạ Thích Thanh Nhã, trụ trì chùa Trấn Quốc (Hà Nội) cũng khẳng định: Kinh Phật không dạy đốt vàng mã cho người quá cố. Bản thân trụ trì cũng thường xuyên nhắc nhở Phật tử nên hạn chế đốt vàng mã. Theo ông thì nên dùng tiền mua vàng mã đốt để làm việc thiện cho đời sẽ tốt hơn rất nhiều.
Đại đức Thích Thiện Hạnh, trụ trì chùa Vinh Phúc (thôn Quang Độ, xã Văn Môn, huyện Yên Phong, Bắc Ninh) cũng cho rằng, việc đốt vàng mã là mê tín dị đoan và sai hoàn toàn. Đại đức Thích Thiện Hạnh giải thích: "Chúng ta vẫn có câu: Dương sao âm vậy. Nhưng vàng mã của chúng ta về dưới đó có tiêu được không? Quần áo chúng ta đốt về có vừa với kích cỡ của ông bà chúng ta nữa không? Xe cộ, đồ dùng... có được gửi đúng địa chỉ không? Thành thực trả lời những câu hỏi đó cũng đủ thấy đốt vàng mã là mê tín dị đoan, không hề phù hợp hay có cơ sở. Nếu cha mẹ cõi âm chỉ mong chờ ngày này để được miếng cơm, manh áo, căn nhà... thì những tháng ngày còn lại, tổ tiên ông bà, cha mẹ ăn, mặc, ngủ, nghỉ ở đâu".
Các đại đức đều cho rằng: Người dương biết làm phúc, thì người âm dễ siêu thoát. Chúng ta nên lên chùa, thành tâm cầu nguyện hồi hướng tâm đức. Nếu có tiền để mua sắm vàng mã đốt cho cha mẹ, thì nên dùng tiền đó để chia sẻ cho những người nghèo khó. Bởi "Cứu một người dương gian bằng ngàn người âm phủ". Còn cầu nguyện, chỉ cần tấm lòng thành, nếu không thành tâm thì làm gì cũng vô ích".
Cổ tục đốt vàng mã đã có từ lâu đời, ăn sâu vào tâm thức của người dân Việt Nam nên rất khó từ bỏ trong một sớm một chiều. Tuy vậy, chúng ta cố gắng nên hạn chế là tốt nhất.

## PhốHàng Mã
Phố Hàng Mã có một lịch sử lâu đời là nơi bán các loại hàng mã. Theo tục lệ, những người chết ban đầu được chôn kèm những đồ tùy táng (đồ thật) nhưng sau người ta thấy việc đó tốn kém và lãng phí nên thay bằng các hình mô phỏng bằng giấy, tre, gỗ... đốt để thay thế.
Ngày xưa thì cung tiến xe ngựa, tiền giấy, người thế thân... bây giờ thì có nhà lầu, xe hơi, điện thoại di động... Trong tín ngưỡng dân gian của người Việt tin rằng trần sao âm vậy nên người sống thường mua các đồ mô phỏng (hàng mã) để cúng tiến cho người đã khuất.
Ngày xưa còn có một phố Hàng Mã khác nữa, sau đã ghép vào phố Mã Mây bây giờ. Khi nếp sống văn minh càng chiếm ưu thế, các mặt hàng phục vụ đám hiếu ở Mã Mây suy giảm và một phần chuyển về phố Hàng Mã bây giờ. Và Hàng Mã, cũng theo xu hướng đó, từ một con phố chuyên bán mặt hàng phục vụ đám hiếu thì trở thành phố bán đồ chơi và các mặt hàng trang trí.